# Cemitério Green-Wood

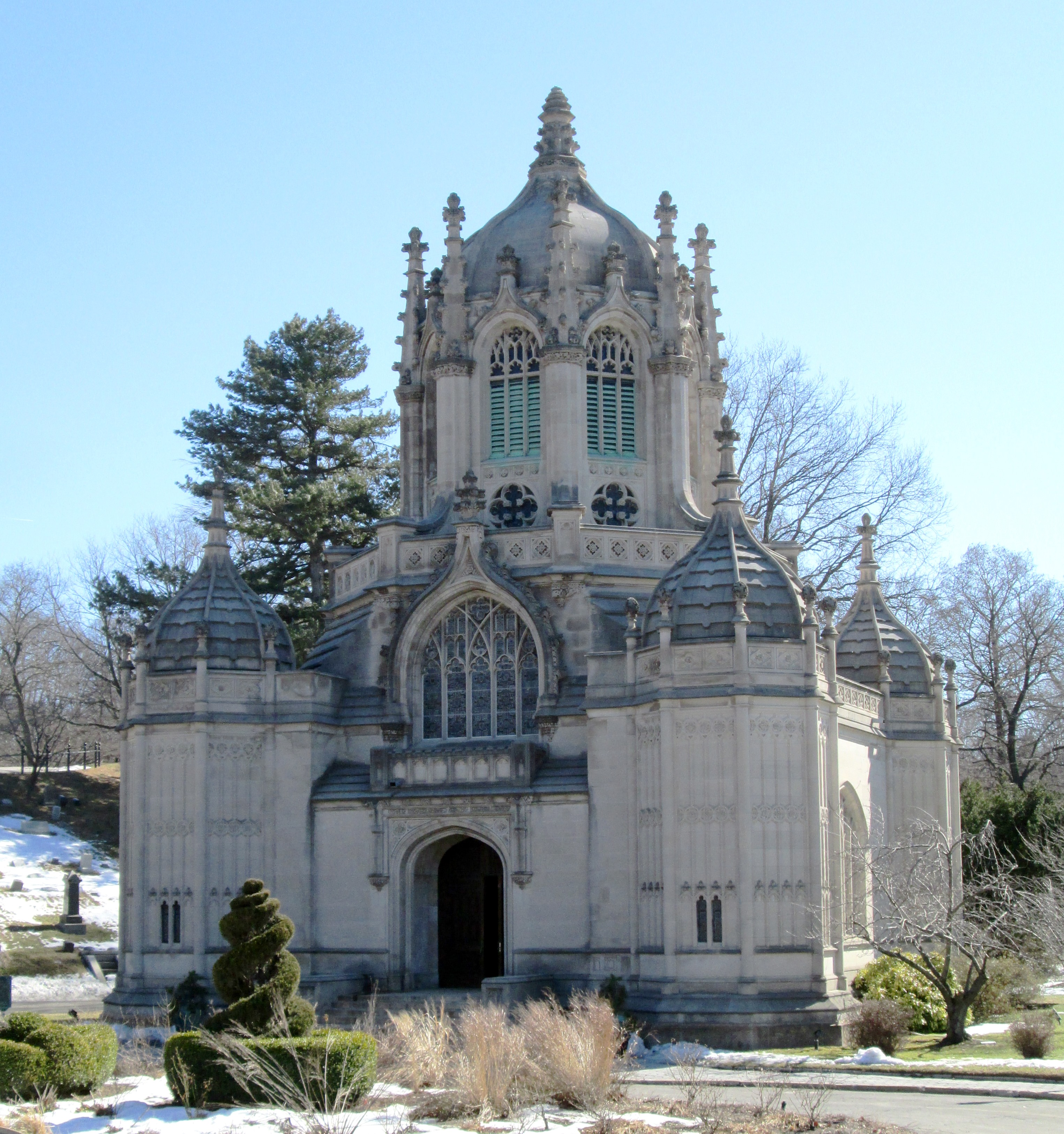
Capela de Green-Wood, construída em 1911 e projetada por Warren and Wetmore (2015)

O Green-Wood é um cemitério fundado em 1838 como um cemitério-jardim no Brooklyn, Nova Iorque. Foi listado no Registro Nacional de Lugares Históricos em 1997 e recebeu status de Marco Histórico Nacional em 2006 pelo Departamento do Interior dos Estados Unidos.
Localizado em Greenwood Heights, Brooklyn. Paul Goldberger escreveu no The New York Times que foi dito que "é ambição dos habitantes de Nova Iorque morar na Quinta Avenida, respirar o ar do Central Park e dormir com seus pais no Green-Wood".

## História
Inspirado pelo Cemitério do Père-Lachaise em Paris e pelo Mount Auburn Cemetery em Cambridge, Massachusetts, onde foi estabelecido o primeiro cemitério em uma paisagem natural na forma de um parque de forma inglesa, o Green-Wood dispõe de uma grande variedade topográfica devido a suas morenas glaciais. Nas colinas da Batalha de Long Island foi erigido um monumento de guerra por Frederick Ruckstull, Altar to Liberty: Minerva. Desta altura, a estátua de bronze de Minerva mira fixamente a Estátua da Liberdade na entrada do Porto de Nova Iorque.
O cemitério foi uma ideia de Henry Evelyn Pierrepont. Foi uma atração popular turística na década de 1850, e foi o local de sepultamento da maioria dos mais famosos novaiorquinos que morreram durante a segunda metade do século XIX. O cemitério ainda está em operação, com aproximadamente 600 mil sepulturas em uma área de mais de 478 acres (1,9 km²).
Diversos monumentos famosos estão localizados no cemitério, incluindo uma estátua de DeWitt Clinton, e um memorial erguido por James Brown, presidente do banco Brown Brothers e a Collins Line, em homenagem aos seis membros de sua família mortos no afundamento do SS Arctic em 1854. 
A entrada principal do cemitério foi construída em 1861-1865.

## Sepultamentos notáveis

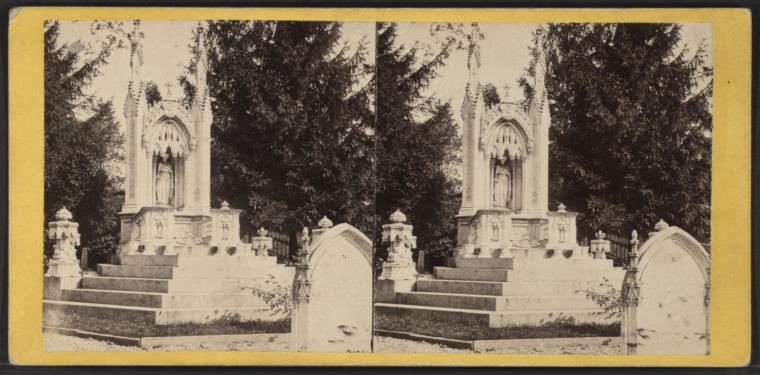
Imagem estereoscópica do monumento a Miss Charlotte Canda, Battle Avenue por E. & H.T. Anthony

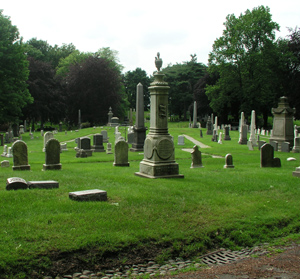
Sepulturas no Green-Wood

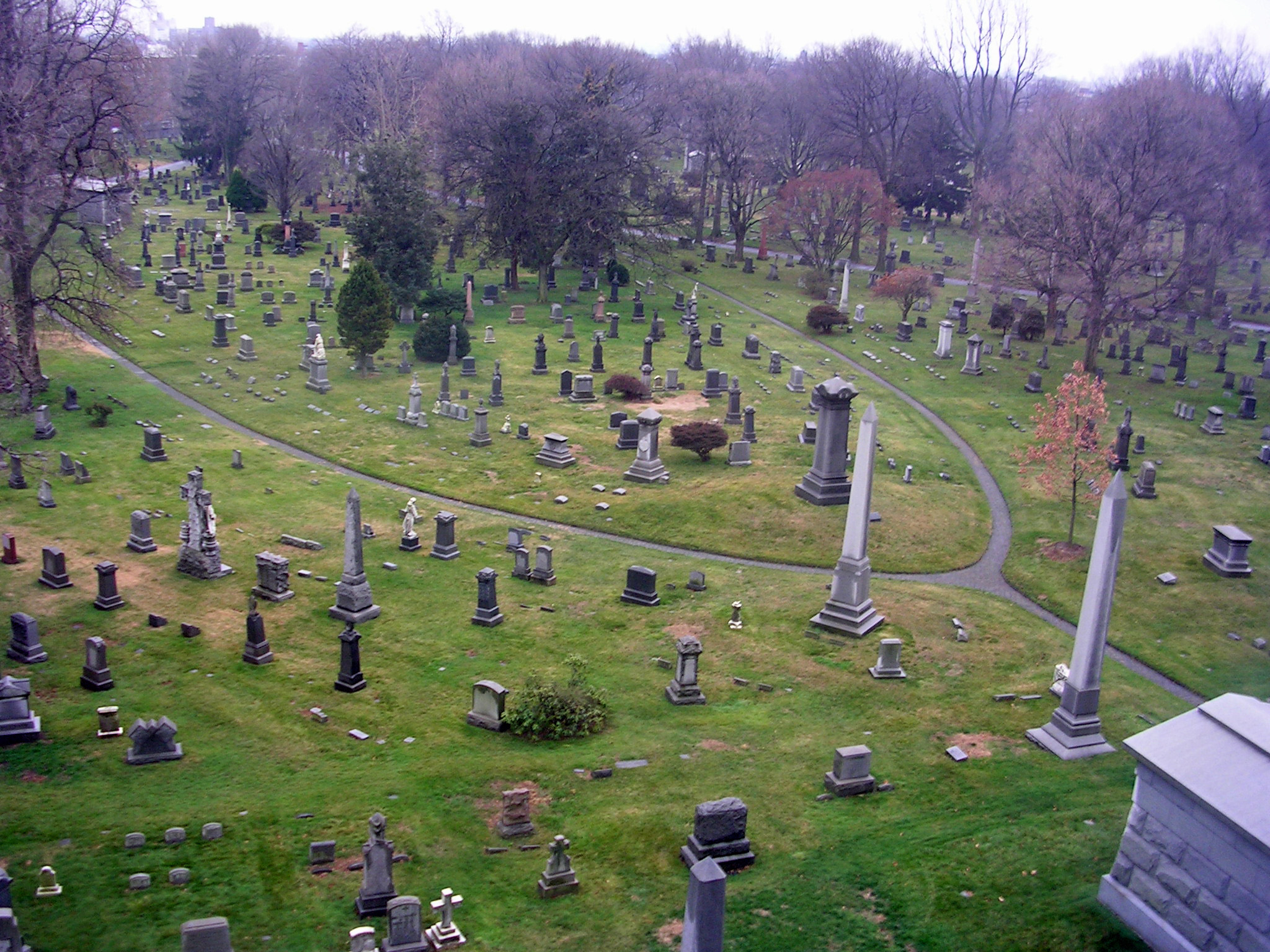
Vista do Mausoléu Hillside

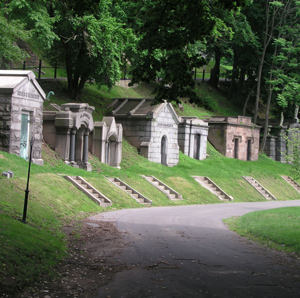
Alguns dos diversos mausoléus de Green-Wood

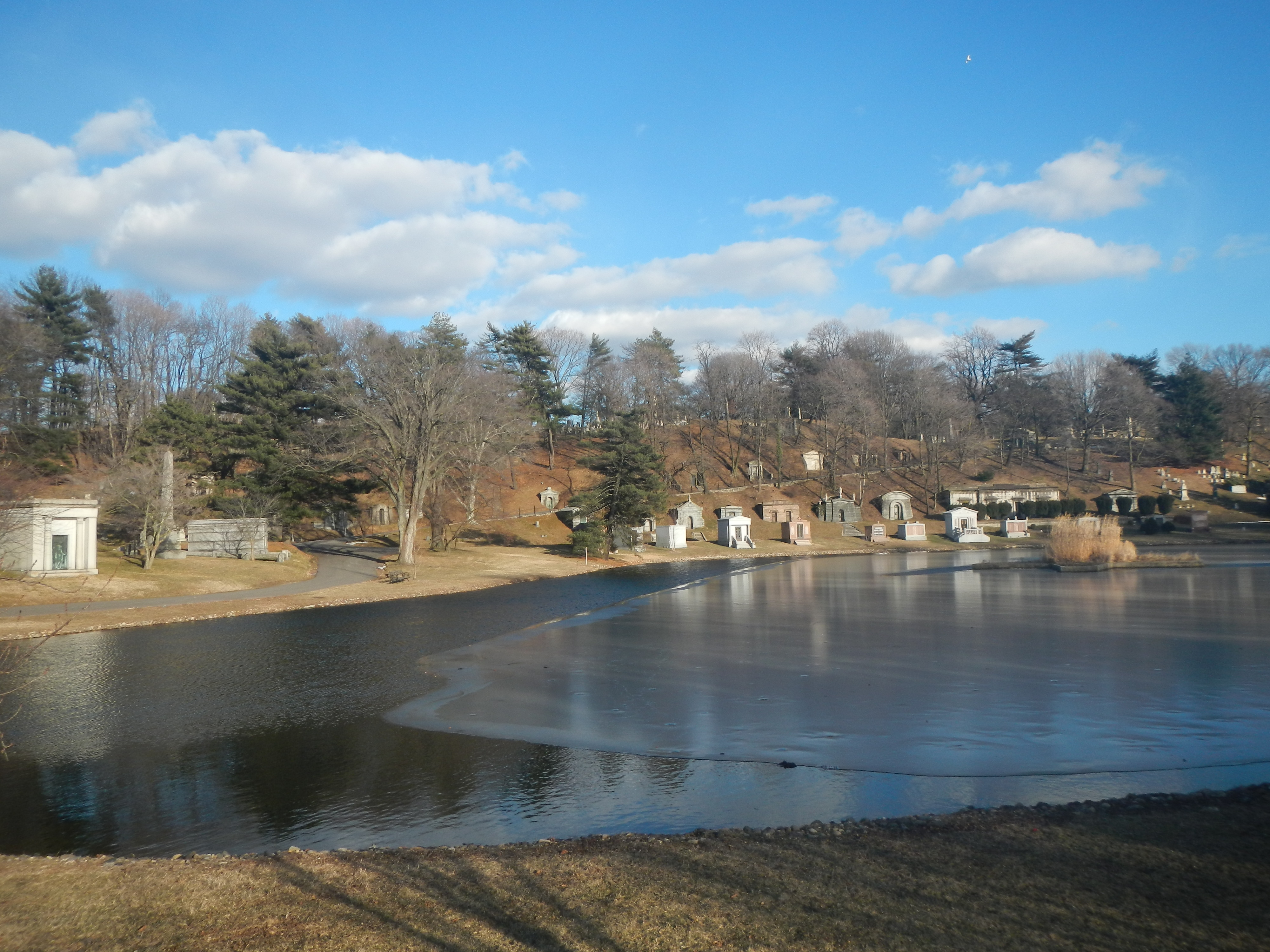
Sylvan Water, um lago decorativo

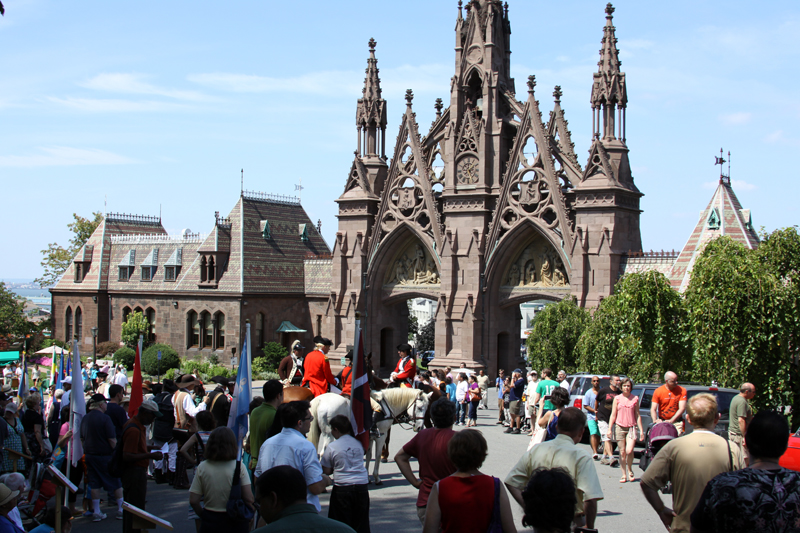
Comemoração anual da Batalha de Long Island

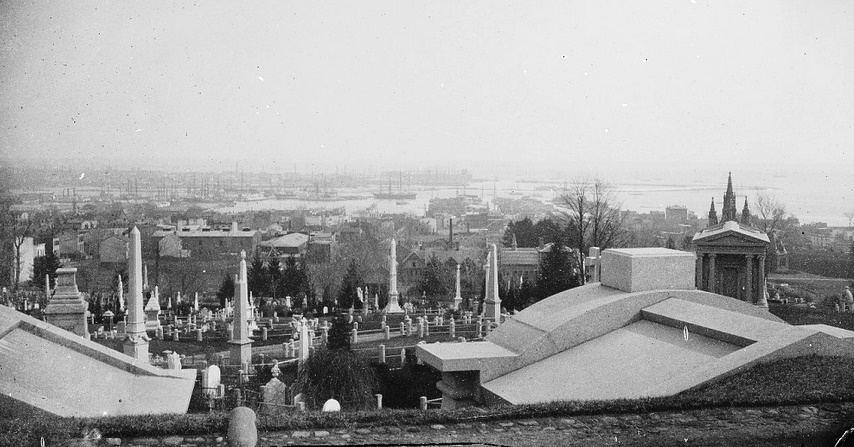
Mount, Greenwood, Brooklyn, ca. 1872–1887. George Bradford Brainerd (American, 1845–1887)

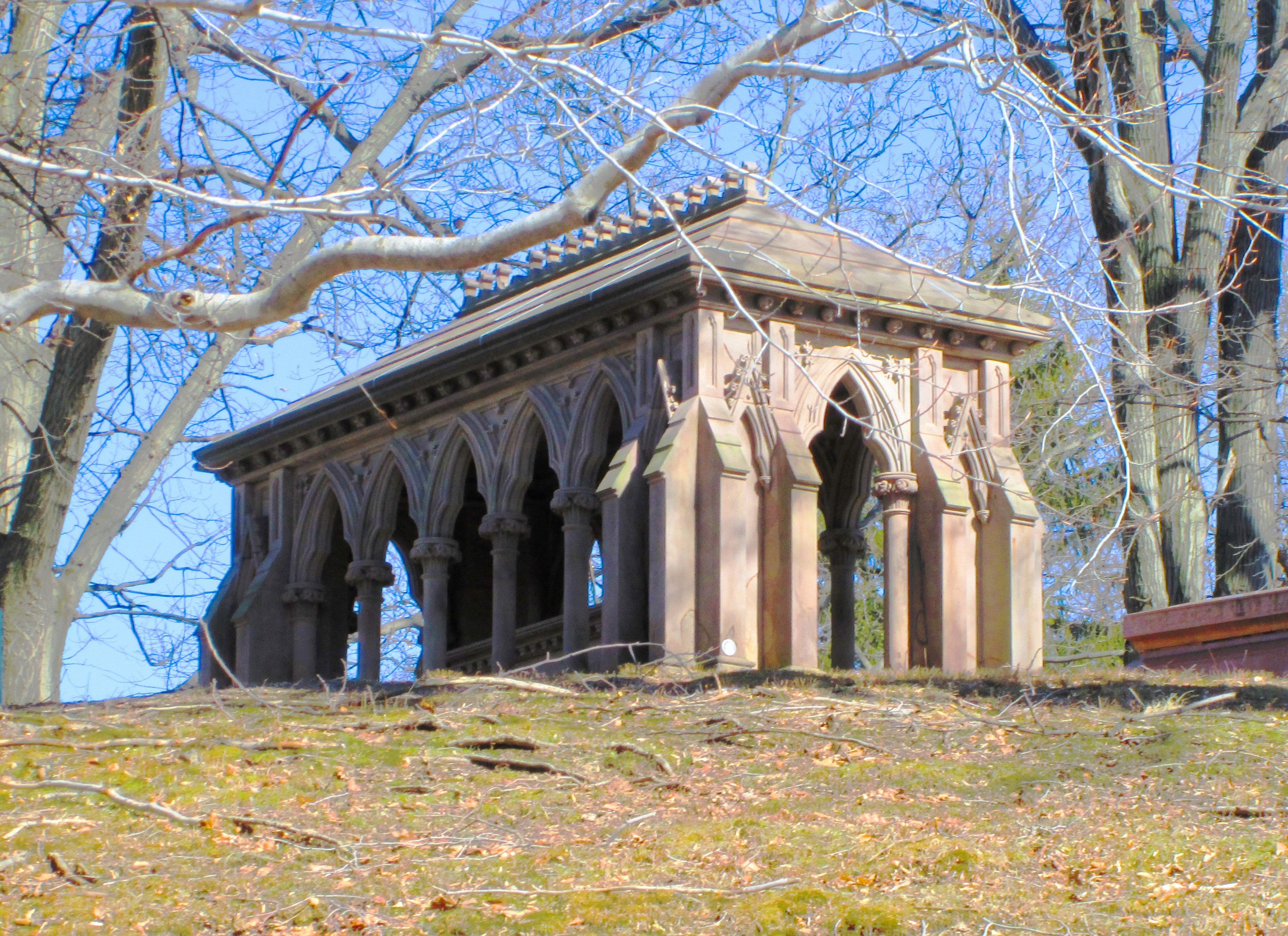
Memorial de Richard Upjohn a Hezekiah Pierrepont e sua família, ca. 1840

- Samuel Akerly (1785–1845), fundador do New York Institute for the Blind
- Augustus Chapman Allen (1806–1864), co-fundador da cidade de Houston
- Harvey A. Allen (1818–1882), oficial do Exército dos Estados Unidos, foi Comandante do Departamento do Alasca 1871–1873
- Albert Anastasia (1903–1957), mafioso e assassino profissional da Murder Inc.
- Othniel Boaz Askew (1972–2003; cremado), político e assassino do membro do Conselho da Cidade de Nova York James E. Davis, cujos restos mortais foram trasladados para outro cemitério
- James Bard (1815–1897), artista marinho, sepultado em sepultura sem identificação
- Peter Townsend Barlow (1857–1921), magistrado da cidade de Nova Iorque
- Jean-Michel Basquiat (1960–1988), artista
- William Holbrook Beard (1824–1900), pintor
- Henry Ward Beecher (1813–1887), abolicionista
- George Bellows (1882–1925), pintor
- James Gordon Bennett Sr. (1795–1872), fundador/publicista do New York Herald
- Richard Rodney Bennett (1936–2016), compositor
- Henry Bergh (1818–1888), fundador da American Society for the Prevention of Cruelty to Animals
- Leonard Bernstein (1918–1990), compositor
- Jane Augusta Blankman (1823–1860), prostituta
- Samuel Blatchford (1820–1893), juiz da Suprema Corte dos Estados Unidos
- Andrew Bryson (1822–1892), almirante da Marinha dos Estados Unidos
- Charlotte Canda, uma debutante morta em um acidente de carruagem em seu aniversário de 17 anos
- Elliott Carter (1908–2012), compositor
- Alice Cary (1820–1871), poetisa, escritora
- Phoebe Cary (1824–1871), poetisa, escritora
- George Catlin (1796–1872), pintor de nativos dos Estados Unidos no Velho Oeste
- Henry Chadwick (1824–1908), membro do National Baseball Hall of Fame and Museum (memorial)
- William Merritt Chase (1849–1916), pintor
- Kate Claxton (1850–1924), atriz de teatro dos Estados Unidos, notada por sua interpretação de Louise em The Two Orphans[10]
- DeWitt Clinton (1769–1828), candidato não eleito a presidente dos Estados Unidos em 1812; Senador dos Estados Unidos de Nova Iorque; sétimo e nono Governador de Nova Iorque
- William J. Coombs (1833–1922), membro da Câmara dos Representantes dos Estados Unidos de Brooklyn
- George H. Cooper (1821–1891), almirante da Marinha dos Estados Unidos
- Peter Cooper (1791–1883), inventor, fabricante, abolicionista, fundador da Cooper Union
- James Creighton, Jr. (1841–1862), primeiro arremessador a lançar uma bola rápida (fastball)[11]
- Edwin Pearce Christy (1815–1862), menestrel, conhecido por executar a música de Stephen Foster "Old Folks at Home" (também conhecida como "Swanee River")
- George Washington Cullum (1809–1892), Superintendente da Academia Militar dos Estados Unidos
- Nathaniel Currier (1813–1888), artista ("Currier and Ives")
- Duncan Curry (1812–1894), pioneiro do baseball e executivo de seguros
- Elizabeth Cushier (1837–1931), professora de medicina e durante 25 anos antes de aposentar-se em 1900 uma das mais proeminentes obstetras de Nova Iorque
- Bronson M. Cutting (1888–1935), Senador dos Estados Unidos do Novo México (1927–1928; 1929–1935)
- Marcus Daly (1841–1900), industrialista do cobre em Montana nascido na Irlnda
- James E. Davis (1962–2003), membro assassinado do Conselho da Cidade de Nova York, foi sepultado aqui por poucos dias; após saber que as cinzas de seu assassino também estavam em Green-Wood, sua família exumou seu corpo e o trasladou para o Cemetery of the Evergreens[12]
- Charles Schuyler De Bost (1826–1895), pioneiro do baseball
- Richard Delafield (1798–1873), Engenheiro Chefe e Superintendente da Academia Militar dos Estados Unidos
- Francis E. Dorn (1911–1987), comandante da Marinha dos Estados Unidos, jurista e membro da Câmara dos Representantes dos Estados Unidos
- Mabel Smith Douglass (1874–1933), fundadora e primeira diretora do Douglass Residential College
- Thomas C. Durant (1820–1885), figura chave na construção da Primeira Ferrovia Transcontinental
- James Durno (1795–1873), marido da ativista trabalhista Sarah Bagley (1806–1883)
- Fred Ebb (1928–2004), lírico
- Charles Ebbets (1859–1925), proprietário do time de baseball Brooklyn Dodgers; construiu o Ebbets Field
- Elizabeth F. Ellet (1818–1877), escritor e poeta dos Estados Unidos
- George Edwin Ewing (1828–1884), escultor da Escócia

- Charles Feltman (1841–1910), claimed to be the first person to put a hot dog on a bun
- Edward Ferrero (1831–1899), general da Guerra de Secessão na Battle of the Crater and in the Campanha de Appomattox
- Edwin Forbes (1839–1895), Guerra de Secessão and postbellum artista, ilustrador, and etcher
- Isaac Kaufmann Funk (1839–1912), American editor, lexicographer, publisher, and spelling reformer
- Joey Gallo (1929–1972), mobster
- William Delbert Gann (1878-1955), Stock Market author and visionary
- Asa Bird Gardiner (1839–1919), controversial soldier, jurista and prosecutor
- Robert Selden Garnett (1819–1861), brigadier general of the Confederate States Army and the first general killed in the Guerra de Secessão
- Henry George (1839–1897), escritor, político e economista
- Henry George Jr. (1862–1916), Câmara dos Representantes dos Estados Unidos de Nova Iorque
- Louis Moreau Gottschalk (1829–1869), compositor
- John Franklin Gray (1804–1882), primeiro praticante da homeopatia nos Estados Unidos
- Horace Greeley (1811–1872), candidato não-eleito na eleição presidencial nos Estados Unidos em 1872; fundador do New-York Tribune
- Robert Stockton Green (1831–1895), Governador de New Jersey
- Rufus Wilmot Griswold (1815–1857), crítico literário
- Edward Wheeler Hall (1881–1922), uma das vítimas dos assassinatos de Hall-Mills
- Frances Noel Stevens Hall (1874–1942), wife of Edward and suspect in the Hall–Mills murder
- Paul Hall (1914–1980), labor leader
- Henry Wager Halleck (1815–1872), U.S. Army Commander during the middle part of the Guerra de Secessão
- William Stewart Halsted (1852–1922), pioneer in American medicine and surgery, often credited as the "Father of Modern American Surgery"
- Jeremiah Hamilton (1806/1807–1875), "the only black millionaire in New York" around the time of the Guerra de Secessão
- John Hardy (1835–1913), member of the U.S. House of Representatives from New York
- Townsend Harris (1804–1878), first U.S. Consul General to Japan
- Nathaniel H. Harris (1834–1900), Confederate brigadier general durante a Guerra de Secessão[13]
- William S. Hart (1864–1946), star of silent "Western" movies
- John A. Hartwell (1861–1940), atleta, filantropo, pioneiro da cirurgia nos Estados Unidos e médico particular de Theodore Roosevelt
- Thomas Hastings (1784–1872), wrote the music to the hymn "Rock of Ages"
- Genevieve Hecker (1883–1960), campeão de golfe
- Joseph Henderson (1826–1890), notable harbor pilot
- Philip A. Herfort (1851–1921), violinista e líder de orquestra
- Abram S. Hewitt (1822–1903), Teacher, lawyer, iron manufacturer, U.S. Congressman, and a prefeito de Nova Iorque; son-in-law of Peter Cooper
- Henry B. Hidden (c. 1839–1862), oficial de cavalaria da Guerra de Secessão
- DeWolf Hopper (1858–1935), ator
- Elias Howe (1819–1867), inventou a máquina de costura (ver Walter Hunt)
- James Howell (1829–1897), 19. prefeito de Brooklyn
- Walter Hunt (1785–1869), inventor do Alfinete de segurança
- Richard Isay (1934–2012), psiquiatra, psychoanalyst, author, gay activist
- James Merritt Ives (1824–1895), artista ("Currier and Ives")
- Paul Jabara (1948–1992), ator, cantor e compositor
- Leonard Jerome (1817–1891), entrepreneur, grandfather of Winston Churchill
- Eastman Johnson (1824–1906), pintor dos Estados Unidos, and co-founder of the Metropolitan Museum of Art, New York City
- James Weldon Johnson (1871–1938), American author, educator, lawyer, diplomat, songwriter, and civil rights activist. Author of "Lift Every Voice and Sing"
- Tom L. Johnson (1854–1911), prefeito de Cleveland, Ohio
- Laura Keene (1826–1873), atriz que estava no palco quando Abraham Lincoln foi morto
- Florence La Badie (1888–1917), atriz
- John La Farge (1835–1910), artista
- Laura Jean Libbey (1862–1924), popular "dime-store" novelist
- Brockholst Livingston (1757–1823), Suprema Corte dos Estados Unidos
- William Livingston (1723–1790), signer of the U.S. Constitution; primeiro Governador de Nova Jersey
- William Lewis Lockwood (1836–1867), one of the founders of the Sigma Chi Fraternity
- Pierre Lorillard IV (1833–1901), magnata do tabaco, introduziu o smoking nos Estados Unidos
- James Maury (consul) (1746–1840), primeiro cônsul dos Estados Unidos em Liverpool, Inglaterra
- Susan McKinney Steward (1847–1918), uma das primeiras mulheres negras a obter um grau em medicina, e a primeira no estado de Nova Iorque
- Ormsby M. Mitchel (1805–1862), astrônomo dos Estados Unidos e major general da Guerra de Secessão
- Henry James Montague (1840–1878), ator[14]
- Lola Montez (1821–1861), atriz and mistress of many notable men, dentre eles o rei Luís I da Baviera
- Frank Morgan (1890–1949), ator (The Wizard of Oz)
- Samuel Morse (1791–1872), inventou o Código Morse, a linguagem do language telégrafo
- William Niblo (1790–1878), também conhecido como Billy Niblo, proprietário do Niblo's Garden
- Violet Oakley (1874–1961), artista
- James Kirke Paulding (1779–1860), Secretário da Marinha dos Estados Unidos na presidência de Martin Van Buren; thought to be "author" of "Peter picked a peck of pickled peppers"[15]
- Mary Ellis Peltz (1896–1981), crítico de drama e música dos Estados Unidos
- Anson Greene Phelps (1781–1853), founder of Phelps, Dodge mining and copper company
- Duncan Phyfe (1768–1854), cabinetmaker
- Hezekiah Pierrepont (1768–1838) mercador e fundador da Brooklyn Heights
- William "Bill The Butcher" Poole (1821–1855), membro da gang Bowery Boys and the Know Nothing political party; also a bare-knuckle boxer
- Henry Jarvis Raymond (1820–1869), jornalista e político dos Estados Unidos, fundador do The New York Times
- Samuel C. Reid (1783–1861), suggested the design upon which all U.S. flags since 1818 have been based
- Alice Roosevelt (1861–1884), primeira mulher do Presidente dos Estados Unidos Theodore Roosevelt
- Martha Bulloch Roosevelt (1834–1884), mãe do Presidente dos Estados Unidos Theodore Roosevelt
- Robert Roosevelt (1829–1906), tio do Presidente dos Estados Unidos Theodore Roosevelt
- Theodore Roosevelt, Sr. (1831–1878), pai do Presidente dos Estados Unidos Theodore Roosevelt
- Henry Rutgers (1745–1830), Revolutionary War hero, filantropista, namesake of Rutgers University
- Ira Sankey (1840–1908), hymn compositor
- Frederick August Otto Schwarz (1836–1911), founder of specialty toy retailer FAO Schwarz
- Eli Siegel (1902–1978), poeta, educator, founder of the philosophy Aesthetic Realism
- John D. Sloat (1781–1867), comodoro da Marinha dos Estados Unidos, claimed California for the U.S.
- Henry Warner Slocum (1827–1894), Union general in the Guerra de Secessão, U.S. Representative from New York
- Ole Singstad (1882–1969), engenheiro civil norueguês-estadunidense, projetou o Túnel Lincoln e outros
- Francis Barretto Spinola (1821–1891), primeiro ítalo-estadunidense eleito para a Câmara dos Representantes dos Estados Unidos
- Emma Stebbins (1815–1882), artista, escultora da Fonte Bethesda
- George Steers-(1819-1856), designer da Yacht America, vencedor da primeira America's Cup
- Heinrich Steinweg (Henry Steinway, 1797–1871), fundador da Steinway & Sons, fabricante de pianos
- William Steinway (1836–1896), filho de Henry Steinway
- John Austin Stevens (1827–1910), fundador da Sons of the Revolution
- James S. T. Stranahan (1808–1898), "Pai do Prospect Park", instrumental promoter of the park, a Ponte do Brooklyn and the consolidation of Brooklyn into Greater New York
- Francis Scott Street (1831–1883), co-proprietário da Street & Smith publishers
- Silas Stringham (1798–1876), long serving United States Navy officer during a Guerra de Secessão e Guerra de 1812
- George Crockett Strong (1832–1863), União brigadier general in the Guerra de Secessão
- Thomas William "Fightin' Tom" Sweeny (1820–1892), imigrante irlandês e general da Guerra de Secessão
- Richard Termini Sr. (1929–1982), pai do músico Richard Termini
- John Thomas (1805–1871), fundador do Christadelphians
- Louis Comfort Tiffany (1848–1933), artista
- Alfred Toftenes (1881–1918), Norwegian Chief Officer blamed for the collision that sank the Empress of Ireland
- Matilda Tone (or Mathilda) (1769–1849), viúva do rebelde irlandês Wolfe Tone
- George Francis Train (1829–1904), railroad promoter
- Juan Trippe (1899–1981), pioneiro da aviação, dirigiu a Pan Am de 1927 a 1968
- Robert Troup (1756–1832), Revolutionary War hero, New York State assemblyman and Judge; body moved to Green-Wood in 1872[16]
- William Magear "Boss" Tweed (1823–1878), notorious New York political boss, member of the U.S. House of Representatives and New York State Senate
- Camilla Urso (Camille Urso) (1842–1902), violinista francês
- Steven C. Vincent (1955–2005), American journalist and author kidnapped and murdered in Iraq August 2005
- Leopold von Gilsa (1824–1870), coronel e comandante de brigada da Guerra de Secessão
- Charles S. Wainwright (1826–1907), coronel e oficial de artilharia da Guerra de Secessão
- Hugo Wesendonck (1817–1900) fundador da Germania Life Insurance Company, atual Guardian Life
- Henry John Whitehouse (1803–1874), bispo episcopal
- Thomas R. Whitney (1807–1858), membro da Câmara dos Representantes dos Estados Unidos de Nova Iorque
- Barney Williams (1824–1876), Irish-American ator-comedian
- Beekman Winthrop (1874–1940), governor of Puerto Rico from 1904 to 1907, and later an Assistant Secretary of the Treasury
- Jonathan Young (1826–1885), United States Navy commodore
- William West Durant (1850–1934) son of Thomas Clark Durant and designer and developer of camps in the Adirondack Great Camp style